# 美麗雙弓齒麗魚
美麗雙弓齒麗魚（学名：Diplotaxodon aeneus）為輻鰭魚綱鱸形目隆頭魚亞目慈鯛科的其中一種，分布於非洲馬拉威湖Nkhata灣流域，體長可達14公分，棲息在礁石區水域，生活習性不明。

## 擴展閱讀
維基物種上的相關：美麗雙弓齒麗魚